# USS North Carolina (ACR-12)
USS North Carolina (ACR-12) – amerykański krążownik pancerny typu Tennessee z okresu I wojny światowej. Był to drugi okręt w historii US Navy noszący  nazwę nadaną na cześć stanu Karolina Północna. Nosił także nazwę „Armored Cruiser No. 12” a w późniejszym okresie służby został przemianowany na Charlotte (CA-12).

## Historia
Stępkę pod budowę okrętu położono 21 marca 1905 w stoczni Newport News Shipbuilding and Dry Dock Co., Newport News. Zwodowano go 6 października 1906, matką chrzestną była Rebekah Glenn, córka gubernatora Północnej Karoliny R. B. Glenna. Jednostka weszła do służby 7 maja 1908 w Norfolk, pierwszym dowódcą został komandor William A. Marshall.

## Służba

### Przed wojną
Po dziewiczym rejsie wzdłuż wschodniego wybrzeża USA i na Karaibach „North Carolina” przewiózł prezydenta elekta Williama Tafta w czasie podróży inspekcyjnej w rejon Kanału Panamskiego w styczniu i lutym 1909. Pomiędzy 23 kwietnia i 3 sierpnia nowy krążownik odbył podróż na Morze Śródziemne. Pływał wraz z USS „Montana” (ACR-13) starając się ochraniać obywateli amerykańskich zagrożonych konfliktami w Imperium Osmańskim. 17 maja w Adana okręt wysadził na brzeg pomoc medyczną by nieść pomoc rannym i chorym Ormianom, ofiarom masakry. „North Carolina” zapewnił żywność, schronienia, wodę destylowaną, ubrania i medykamenty oraz asystował innym ochotnikom pomagającym mieszkańcom. Przez resztę rejsu załoga okrętu pomagała zarówno mieszkańcom Lewantu jak i amerykańskim obywatelom.
Przez resztę okresu poprzedzającego wybuch I wojny światowej „North Carolina” prowadził szkolenia i brał udział w manewrach na zachodnim Atlantyku i Karaibach oraz brał udział w ceremoniach i działaniach dyplomatycznych. Wśród nich było uczestnictwo w święcie stulecia niepodległości Argentyny (maj – czerwiec 1910) oraz Wenezueli (czerwiec – lipiec 1911). Przewiózł także amerykańskiego Sekretarza Wojny w czasie jego podróży inspekcyjnej do Portoryko, Santo Domingo, Kuby i Kanału Panamskiego (lipiec – sierpień 1911). Przewiózł także do USA z Kuby ciała załogi zniszczonego krążownika „Maine” w celu pochowania ich na Narodowym Cmentarzu w Arlington.

### I wojna światowa
Gdy wojna w Europie wybuchła „North Carolina” opuścił Boston 7 kwietnia 1915 by chronić Amerykanów na Bliskim Wschodzie. Po zawinięciu do portów angielskich i francuskich pływał pomiędzy Jaffą w Izraelu, Bejrutem i Aleksandrią, przypominając swoją obecnością o sile nadal neutralnych Stanów Zjednoczonych. Wrócił do Bostonu 18 czerwca 1915 na przegląd.
Po dotarciu do Pensacoli 9 września 1915 okręt wziął udział w pracach badawczych lotnictwa morskiego pełniąc służbę okrętu bazy. 5 listopada 1915 stał się pierwszym okrętem, z którego wystrzelono samolot (Curtiss Model F wystrzelony z katapulty) w czasie gdy okręt płynął. Prace te doprowadziły m.in. do szerokiego zastosowania katapult na pancernikach i krążownikach w czasie II wojny światowej.
Gdy Stany Zjednoczone przystąpiły do I wojny światowej „North Carolina” popłynął na północ w eskorcie transportowców z żołnierzami ochraniając je pomiędzy Norfolk i Nowym Jorkiem.

## Wycofanie ze służby i dalsze losy
Pomiędzy grudniem 1918 i lipcem 1919 krążownik przewoził Amerykańskie Siły Ekspedycyjne z Europy do Ameryki Północnej. Okręt przemianowano na „Charlotte” 7 czerwca 1920 by nazwa mogła być przydzielona nowemu pancernikowi. Jednostkę wycofano ze służby 18 lutego 1921 w Puget Sound Navy Yard, Bremerton. Jego nazwę skreślono z listy floty 15 lipca 1930, a kadłub sprzedano na złom 29 września tego samego roku.